# Fructuoso de Braga
Fructuoso, obispo de Braga, más comúnmente conocido como Fructuoso del Bierzo, fue un monje y obispo godo del siglo VII, venerado como santo. Nació en el último decenio del siglo VI, o primeros años del VII, en el seno de una familia goda perteneciente a la nobleza, probablemente en la corte de Toledo o en El Bierzo, León. Murió en Braga el 16 de abril de 665.
Se conoce de su vida por Valerio del Bierzo, uno de sus discípulos, monje copista y escritor, de recio temperamento, que escribe su biografía inmediatamente después de su muerte. En esta Vita Sancti Fructuosi se destacan casi únicamente los aspectos de la vida monacal, olvidando su actuación como obispo que hubo de tener gran importancia y su intervención en la vida civil y religiosa del reino visigodo.

## Biografía

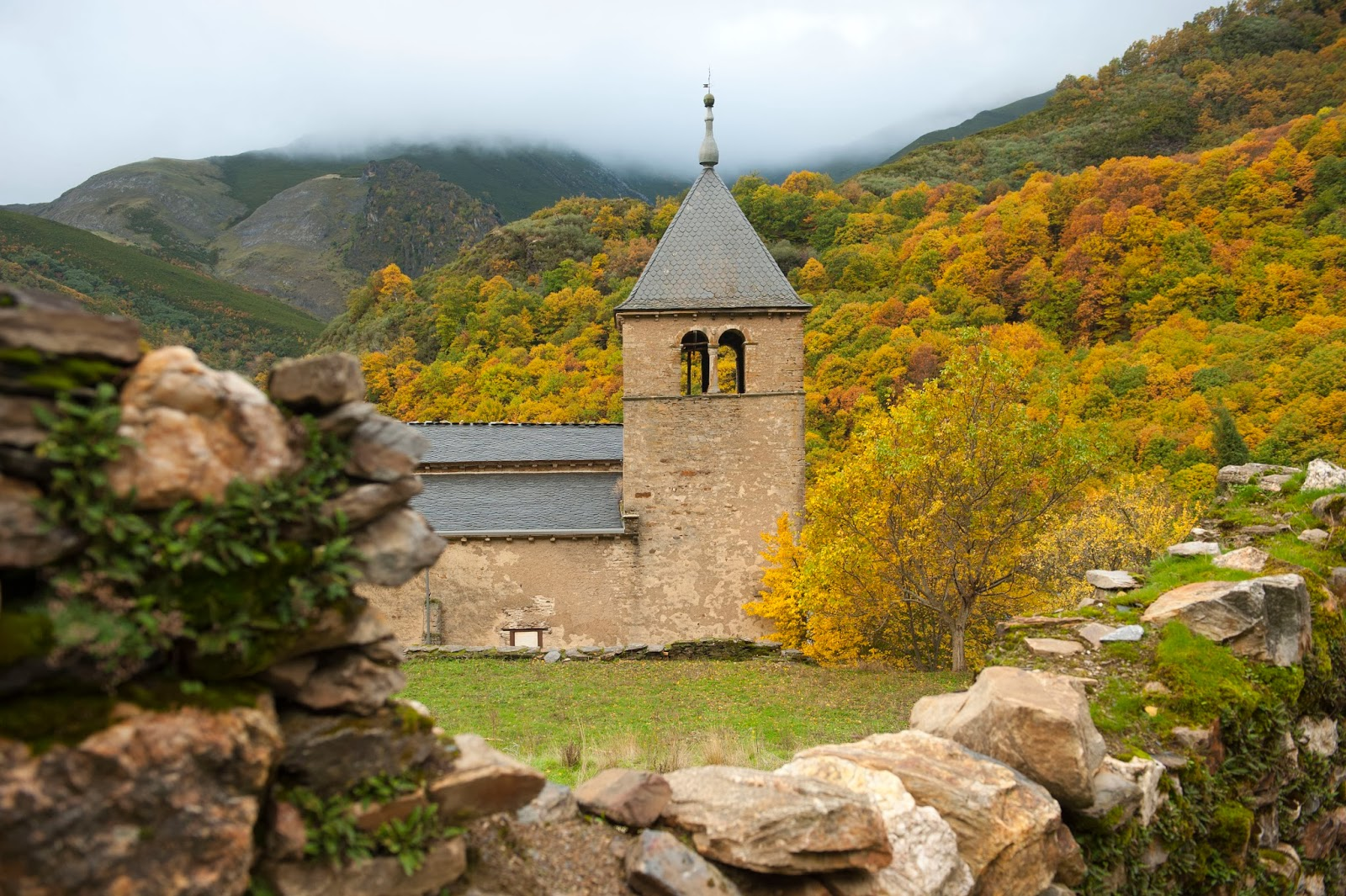
Iglesia del Monasterio de San Pedro de Montes, fundado por San Fructuoso.

Fructuoso fue huérfano en la adolescencia, decidió abandonar los atractivos de la corte y retirarse a la vida solitaria. Su familia poseía algunas propiedades en El Bierzo, y allí decidió retirarse, a imitación de los ermitaños orientales. Pero antes fue al lado del sabio obispo de Palencia, Conancio, junto al cual aprendió de las Sagradas Escrituras y música, viviendo algún tiempo en la escuela episcopal de la ciudad. Después entregó sus bienes a los pobres, dio libertad a sus esclavos y marchó al Bierzo. Allí, en el valle de Compludo, lugar agreste y de difícil acceso, se entregó a la vida cenobítica, viviendo en una cueva, haciendo duras penitencias y alimentándose frugalmente.
Pronto la fama de su vida se extendió por la región y fuera de ella. Muchos hombres y mujeres llegaron también a El Bierzo, que se pobló de cenobitas y penitentes, hasta el punto de que sería la región conocida por el nombre de «la Tebaida española» o Tebaida berciana. Fue tal la legión de solitarios que pobló aquellas montañas, que Fructuoso se vio obligado a fundar el primero de sus monasterios: el de Compludo, para el que redactó su primera regla monástica. De todas partes llegaron monjes, jóvenes y viejos, nobles y esclavos, jefes militares y soldados, que rapaban su cabeza y se vestían de saco para hacer penitencia. Así el monasterio tomó la forma de aldea, donde vivían, asimismo separados, las esposas y los hijos de los monjes. Las esposas, entregadas también a la más áspera vida monástica, y los niños aprendiendo en la escuela monacal su futura vida religiosa. Desde que entraban en Compludo debían olvidar sus antiguas relaciones familiares y aislarse en la oración y la penitencia.
Una vez organizado el monasterio de Compludo, al que los grandes señores ofrecían constantemente donaciones, el Santo decidió regresar a la vida cenobítica y solitaria, y así buscó un nuevo lugar, aún más agreste e inaccesible en una cueva del monte Aquiana (o la Guiana) en el valle del Oza; hoy cerca de ella, está el Monasterio de San Pedro de Montes y hasta hace un siglo han vivido en él monjes herederos de la fundación fructuosiana. Hasta el nuevo retiro le siguieron admiradores y discípulos y le obligaron al poco tiempo a levantar un nuevo monasterio: el llamado Rupianense. Hasta que un día, desde Compludo, los monjes de la primera fundación fueron a por el Santo y le hicieron regresar. Volvió a escaparse Fructuoso, y los hechos se repitieron, esta vez en la sierra de Aguiar, donde fundó el tercer monasterio de El Bierzo: San Félix de Visonia.
A partir de este momento, sale de El Bierzo y comienza una serie de fundaciones por todo el occidente peninsular; siempre en lugares escondidos de las montañas e incluso en alguna isla de las rías gallegas o hasta en la isla de León, junto a Cádiz en donde funda dos monasterios más. El total de fundaciones, desde Gallaecia a la Bética, y por toda Lusitania, puede estimarse alrededor de veinte. Después de su amplia etapa fundacional, abrazó la idea de peregrinar a Jerusalén; el rey Recesvinto se lo impidió apresándolo y encerrándole en Toledo, para sacarle de la cárcel con el nombramiento de abad-obispo de Dumio, en virtud de lo cual hubo de asistir al X Concilio de Toledo. En el Concilio la voz de Fructuoso debió ser importante, pues de los siete cánones aprobados, cuatro se refieren a la vida de perfección, y los dos decretos publicados como apéndices, plantean problemas que se dejan «a la discreción de nuestro venerable hermano Fructuoso, obispo», según figura textualmente en las actas conciliares. En el mismo Concilio, fue elegido por unanimidad Arzobispo de Braga y Metropolitano de Galicia, ante la renuncia del titular, Potamio, que confesó haber quebrantado el celibato en un escrito que envió espontáneamente a los padres conciliares, declarando querer retirarse a hacer penitencia.
De su actuación como Obispo se conoce poco, sin embargo, a instancias suyas se construye una iglesia dedicada a San Salvador, que hoy es San Fructuoso de Montelius, una de las más originales y discutidas reliquias de la arquitectura visigoda, junto a la cual fue enterrado. Sus milagros parecen repetidos en las florecillas de San Francisco de Asís; no son espectaculares ni grandiosos y en ellos vemos su amor y frecuente contacto con la naturaleza. San Valerio nos los narra con singular sencillez. Muchos de ellos se refieren a la salvación de los códices de la biblioteca que el Santo llevaba siempre consigo en sus fundaciones a pique de perderse al atravesar los ríos en su peregrinar constante. De su regla monástica es de destacar la dureza en la mortificación, las horas dedicadas al rezo durante la noche y el día, los castigos terribles a los que cometen faltas a la regla, la frugalidad en la comida, el trabajo constante en el campo o en la biblioteca monacal y la obediencia al Abad, así como el voto de fidelidad que recuerda la costumbre visigoda.

## Legado
Al morir Fructuoso, el arzobispo de Compostela Diego Gelmírez, en el año 1102, sacó el cuerpo venerado del Santo de la ciudad de Braga, por la noche, ocultamente, y huyó con él hacia Santiago de Compostela donde fue enterrado solemnemente en la cripta de la catedral. La iglesia compostelana celebra la solemnidad litúrgica de la traslación el día 16 de diciembre. Hoy se venera en la Capilla de las Reliquias de la misma catedral.
La importancia de Fructuoso para comprender la espiritualidad de la Galicia sueva es fundamental. Padre del monacato hispánico, viajero infatigable, fundador de multitud de monasterios, sus dos reglas de vida monástica, la Regula monachorum y la Regula monastica communis, pueden considerarse como las más difundidas posteriormente por la península. Después de él, aun en los propios centros fructuosianos triunfaron otras reglas europeas, particularmente la benedictina; sin embargo, muchos de los monasterios por él fundados han pervivido hasta época reciente. Fructuoso, conocedor del monacato oriental, de las reglas europeas, y de las normas isidorianas, las refundió todas dotándolas de una originalidad tal que, frente al latente latinismo de la Regla de San Isidoro, podemos considerarlas propias.

## Patronazgo
San Fructuoso del Bierzo es el Patrono de los Ingenieros del Instituto Católico de Artes e Industrias (ICAI), desde 1934. La razón del patronazgo se debe al diseño y construcción que San Fructuoso hizo para el Monasterio de Compludo de una herrería, con un sistema de árbol de levas, martillo pilón de accionamiento hidráulico y un hogar de lumbre cuyo aire para la combustión es turboalimentado de forma forzada. Asimismo, Fructuoso dejó en sus reglas la necesidad del cuidado y mantenimiento de las herramientas.